# 甄宇
甄宇（？—？），字長文，東漢北海郡安丘縣（今山東省安丘市）人。

## 生平
甄宇研習《嚴氏春秋》，學生經常多達百人。建武年間，甄宇任職州郡從事，被徵召為博士，後來升任太子少傅，在任內去世。

### 瘦羊博士
每年歲終祭神後，都會有詔令賜給博士每人一活羊，羊有大有小、有胖有瘦，博士祭酒打算殺羊，然後平均分配羊肉，甄宇反對，又有人提出用投鉤的方法分羊，甄宇則認為這很可恥，甄宇自己選了頭最瘦的羊，於是眾人不再爭論。後來每逢朝會時，漢光武帝都會問說瘦羊甄博士來了沒有？從此京師的人們都叫他瘦羊甄博士。

## 家庭

### 子
- 甄普，繼承甄宇事業。[4]

### 孫
- 甄承，[4]東漢梁相。

## 延伸阅读
[在维基数据编辑]
 《後漢書·卷79下》，出自范晔《後漢書》
 《東觀漢記》